# Sultanat de Bengala
El sultanat de Bengala (persa: بنگاله, Bangālah; bengalí: বাঙ্গালা/বঙ্গালা) o Shahi Bangalah (persa: شاهی بنگاله, Shāhī Bangālah; bengalí: শাহী বাঙ্গলা) va ser un sultanat islàmic establert a Bengala al segle xiv, arran de la conquesta musulmana del subcontinent indi. Va ser el primer regne bengalí unificat independent sota el domini musulmà. La regió es va fer àmpliament coneguda com a Bangalah o Bengala sota aquest regne. Els dos termes són precursors dels termes moderns Bangla i Bengala.
El regne es va formar després que els governadors de la regió van declarar la independència del sultanat de Delhi. Shamsuddin Ilyas Shah va unificar els estats de l'àrea en un sol govern encapçalat per un sultà imperial. El regne va ser governat per cinc dinasties. En l'apogeu del seu poder, governava àrees en el sud-est d'Àsia i el sud-oest d'Àsia. Va restablir les relacions diplomàtiques entre la Xina i el subcontinent indi. Va permetre la creació de l'assentament portuguès a Chittagong, el primer enclavament europeu a Bengala. El regne va mirar a l'oest a la recerca d'inspiració cultural, particularment de les cultures perses. Els seus governants van patrocinar la construcció d'escoles a la Meca i Medina, que alberguen els llocs més sagrats de l'islam. La literatura es va fomentar en persa i bengalí, amb fortes influències sufís. La arquitectura bengalí va evolucionar significativament durant aquest període, amb diverses influències externes. El regne tenia una minoria hindú influent, que incloïa aristòcrates, oficials militars i buròcrates. Va ajudar a el rei budista de Arakan a recuperar el control del seu país enfront dels birmans.
El regne va començar a desintegrar-se en el segle xvi, després de les conquestes de Sher Shah Suri. L'Imperi mogol va començar a absorbir a Bengala sota el seu primer emperador, Babur. El segon emperador mogol Humayun va ocupar la capital bengalí de Gaurh. En 1576, les forces armades de l'emperador Akbar el Gran van derrotar a l'últim sultà, Daud Khan Karrani. La regió més tard es va convertir en la Subah de Bengala (o Bengala mogol).

## Història

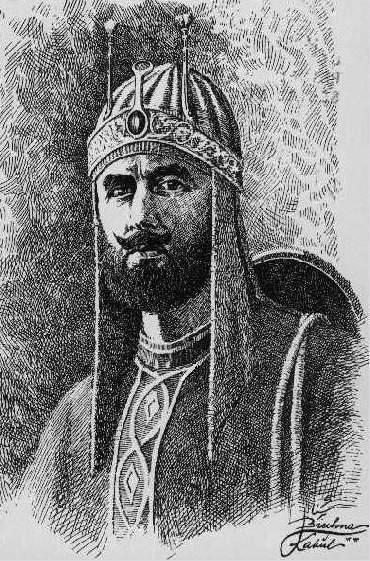
El conqueridor Sher Shah Suri

El sultanat de Delhi va perdre el seu domini sobre Bengala en 1338 quan els governadors van establir estats separatistes, entre ells Fakhruddin Mubàrak Shah, en Sonargaon, Alauddin Ali Shah, en Lakhnauti, i Shamsuddin Ilyas Shah, a Satgaon. En 1352, Ilyas Shah va derrotar els governants de Sonargaon i Lakhnauti i va unificar la regió de Bengala en un regne independent. Va fundar la dinastia Ilyas Shahi, d'origen turc, que va governar Bengala fins 1490. Durant aquest temps, gran part de la terra agrícola va estar controlada pels zamindares hindús, la qual cosa va causar tensions amb els taluqdars musulmans. El govern dels Ilyas Shahi va ser desafiat per Raja Ganesha, un poderós terratinent hindú, que va aconseguir breument col·locar al seu fill, Jalaluddin Muhammad Shah, en el tron a principis de segle xv, abans que es restaurés la dinastia en 1432. L'última dècada de 1480 va veure a quatre sultans usurpadors de el cos dels mercenaris. Les tensions entre les diferents comunitats musulmanes sovint van afectar el regne.
Després d'un període d'inestabilitat, Alauddin Hussain Shah va aconseguir al control de Bengala en 1494 quan era primer ministre. Com a sultà, Hussain Shah va governar fins a 1519. La dinastia que ell va fundar va regnar fins al 1538. Els musulmans i hindús van servir conjuntament en l'administració reial durant la dinastia Hussain Shahi. Aquesta és sovint considerada com l'edat d'or del sultanat de Bengala, en el qual el territori bengalí incloïa àrees de Arakan, Orissa, Tripura i Assam. El sultanat va donar permís per establir el assentament portuguès a Chittagong. Sher Shah Suri va conquistar Bengala el segle xvi, durant el qual va renovar el Grand Trunk Road. Després de conquerir Bengala, Sher Shah Suri va procedir cap a Agra.
L'absorció de Bengala a l'Imperi mogol va ser un procés gradual que va començar amb la derrota de les forces bengalís sota el comandament de l'sultà Nasiruddin Nasrat Shah contra Baber a la batalla de Ghaghra (1529) i el final amb la batalla del Raj Mahal (1576), contra la dinastia Karrani, d'origen paixtu, quan l'últim sultà de Bengala, va ser derrotat.

## Arquitectura

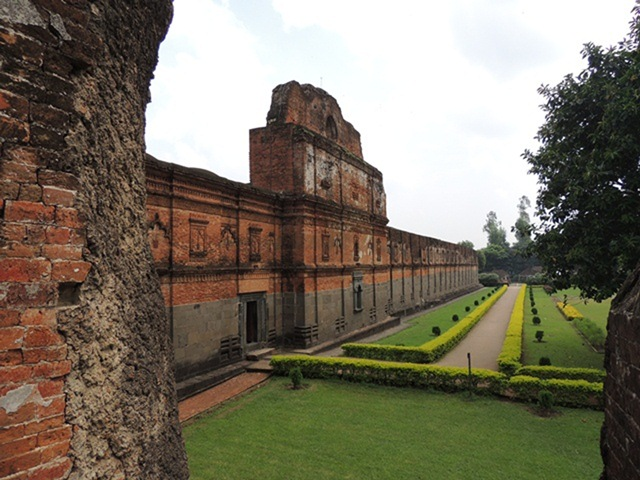
La mesquita de Adina va ser construïda per Sikandar Shah.

El gran nombre de mesquites construïdes durant el sultanat de Bengala indica la rapidesa amb què la població local es va convertir a l'Islam. El període entre 1450 i 1550 va ser un moment intens de construcció de mesquites. Aquestes mesquites esquitxaven el camp i anaven des de petits mides a mitjans i s'usaven per al culte diari. La majoria de les mesquites tenien una planta rectangular o quadrada. L'edifici rectangular, sense un pati tancat, es va convertir en el tipus habitual per a les mesquites grans i mitjanes. Les mesquites bengalís es cobrien amb diverses cúpules. Altres característiques de les mesquites bengalís van ser les torres en les cantonades, els sostres corbs, els múltiples mihrabs, els arcs apuntats i, en alguns casos, una cúpula amb la forma del sostre d'una barraca. En aquestes mesquites bengalís destaca la notable absència de minarets. Es trobaven sovint estanys a la banda d'una mesquita. Les inscripcions àrabs a les mesquites sovint inclouen el nom de el patró o constructor. El vers més comunament citat de l'Alcorà a les inscripcions era el Sura 72, Al-Jinn. Es pot saber com eren les cases en el sultanat de Bengala amb el Iskandar Nama (Conte d'Alejandro) publicat pel sultà Nasiruddin Nasrat Shah.
Els edificis estaven fets de maó. La mesquita de maó amb decoració de terracota representava una gran edificació al sultanat de Bengala. Sovint eren el regal d'un patró ric i el fruit d'un esforç extraordinari, que no es troba en tots els veïns musulmans.
Un edifici excepcional va ser la mesquita d'Adina, la mesquita imperial de Bengala i la mesquita més gran mai construïda en el subcontinent indi. La monumental edificació va ser dissenyada en el hipostil de principis de l'Islam amb una planta similar a la mesquita dels Omeyas de Damasc. L'estil està associat amb la introducció de l'Islam en noves àrees.

## Llista de sultanats
| Regnat    | Nom                          | Notes | Dinastia                                       |
| --------- | ---------------------------- | --- | ---------------------------------------------- |
| 1342-1358 | Shamsuddin Ilyas Shah        | Es va convertir en el primer governant únic de tota Bengala, incloses Sonargaon, Satgaon i Lakhnauti              | Ilyas Shahi (1342-1414)                        |
| 1358-1390 | Sikandar Shah                | Assassinat pel seu fill i successor, Ghiyasuddin Azam Shah                                                        | Ilyas Shahi (1342-1414)                        |
| 1390-1411 | Ghiyasuddin Azam Shah        | | Ilyas Shahi (1342-1414)                        |
| 1411-1413 | Saifuddin Hamza Shah         | | Ilyas Shahi (1342-1414)                        |
| 1413      | Muhammad Shah bin Hamza Shah | Assassinat per l'esclau del seu pare Shihabuddin Bayazid Shah per ordre del terratinent de Dinajpur, Raja Ganesha | Ilyas Shahi (1342-1414)                        |
| 1413-1414 | Shihabuddin Bayazid Shah     | | Ilyas Shahi (1342-1414)                        |
| 1414      | Alauddin Firuz Shah I        | Fill de Shihabuddin Bayazid Shah. Assassinat per Raja Ganesha                                                     | Ilyas Shahi (1342-1414)                        |
| 1414-1415 | Raja Ganesha                 | Primer regnat | Casa de Raja Ganesha (1414-1453)               |
| 1415-1416 | Jalaluddin Muhammad Shah     | Fill de Raja Ganesha i convertit a l'Islam                                                                        | Casa de Raja Ganesha (1414-1453)               |
| 1416-1418 | Raja Ganesha                 | Segon regnat | Casa de Raja Ganesha (1414-1453)               |
| 1418-1433 | Jalaluddin Muhammad Shah     | Segon regnat | Casa de Raja Ganesha (1414-1453)               |
| 1433-1435 | Shamsuddin Ahmad Shah        | | Casa de Raja Ganesha (1414-1453)               |
| 1435-1459 | Nasiruddin Mahmud Shah I     | | Dinastia restaurada de Ilyas Shahi (1435-1487) |
| 1459-1474 | Rukunuddin Barbak Shah       | | Dinastia restaurada de Ilyas Shahi (1435-1487) |
| 1474-1481 | Shamsuddin Yusuf Shah        | | Dinastia restaurada de Ilyas Shahi (1435-1487) |
| 1481      | Sikandar Shah II             | | Dinastia restaurada de Ilyas Shahi (1435-1487) |
| 1481-1487 | Jalaluddin Fateh Shah        | | Dinastia restaurada de Ilyas Shahi (1435-1487) |
| 1487      | Shahzada Barbak              | | Govern Habshi (1487-1494)                      |
| 1487-1489 | Saifuddin Firuz Shah         | | Govern Habshi (1487-1494)                      |
| 1489-1490 | Mahmud Shah II               | | Govern Habshi (1487-1494)                      |
| 1490-1494 | Shamsuddin Muzaffar Shah     | | Govern Habshi (1487-1494)                      |
| 1494-1518 | Alauddin Hussain Shah        | | Dinastia Hussain Shahi (1494-1538              |
| 1518-1533 | Nasiruddin Nasrat Shah       | | Dinastia Hussain Shahi (1494-1538              |
| 1533      | Alauddin Firuz Shah II       | | Dinastia Hussain Shahi (1494-1538              |
| 1533-1538 | Ghiyasuddin Mahmud Shah      | | Dinastia Hussain Shahi (1494-1538              |
| 1539-1541 | Khidr Khan                   | Va declarar la independència en 1541 i va ser substituït                                                          | Govern sota els suri (1539-1554)               |
| 1541-1545 | Qazi Fazilat                 | | Govern sota els suri (1539-1554)               |
| 1545-1554 | Muhammad Khan Sud            | Va declarar la independència després de la mort de Islam Shah Suri                                                | Govern sota els suri (1539-1554)               |
| 1554-1555 | Muhammad Khan Sud            | Va declarar la independència i s'autonombró Shamsuddin Muhammad Shah                                              | Muhammad Shah (1554-1564)                      |
| 1555-1561 | Ghiyasuddin Bahadur Shah I   | | Muhammad Shah (1554-1564)                      |
| 1561-1563 | Ghiyasuddin Jalal Shah       | | Muhammad Shah (1554-1564)                      |
| 1563-1564 | Ghiyasuddin Bahadur Shah II  | | Muhammad Shah (1554-1564)                      |
| 1564-1566 | Taj Khan Karrani             | | Dinastia Karrani (1564-1576)                   |
| 1566-1572 | Sulaiman Khan Karrani        | | Dinastia Karrani (1564-1576)                   |
| 1572      | Bayazid Khan Karrani         | | Dinastia Karrani (1564-1576)                   |
| 1572-1576 | Daud Khan Karrani            | | Dinastia Karrani (1564-1576)                   |